# Vitry-aux-Loges
Vitry-aux-Loges ist eine französische Gemeinde mit 2212 Einwohnern (Stand 1. Januar 2022) im Département Loiret in der Region Centre-Val de Loire. Sie gehört zum Arrondissement Orléans und zum Kanton Châteauneuf-sur-Loire.

## Geografie

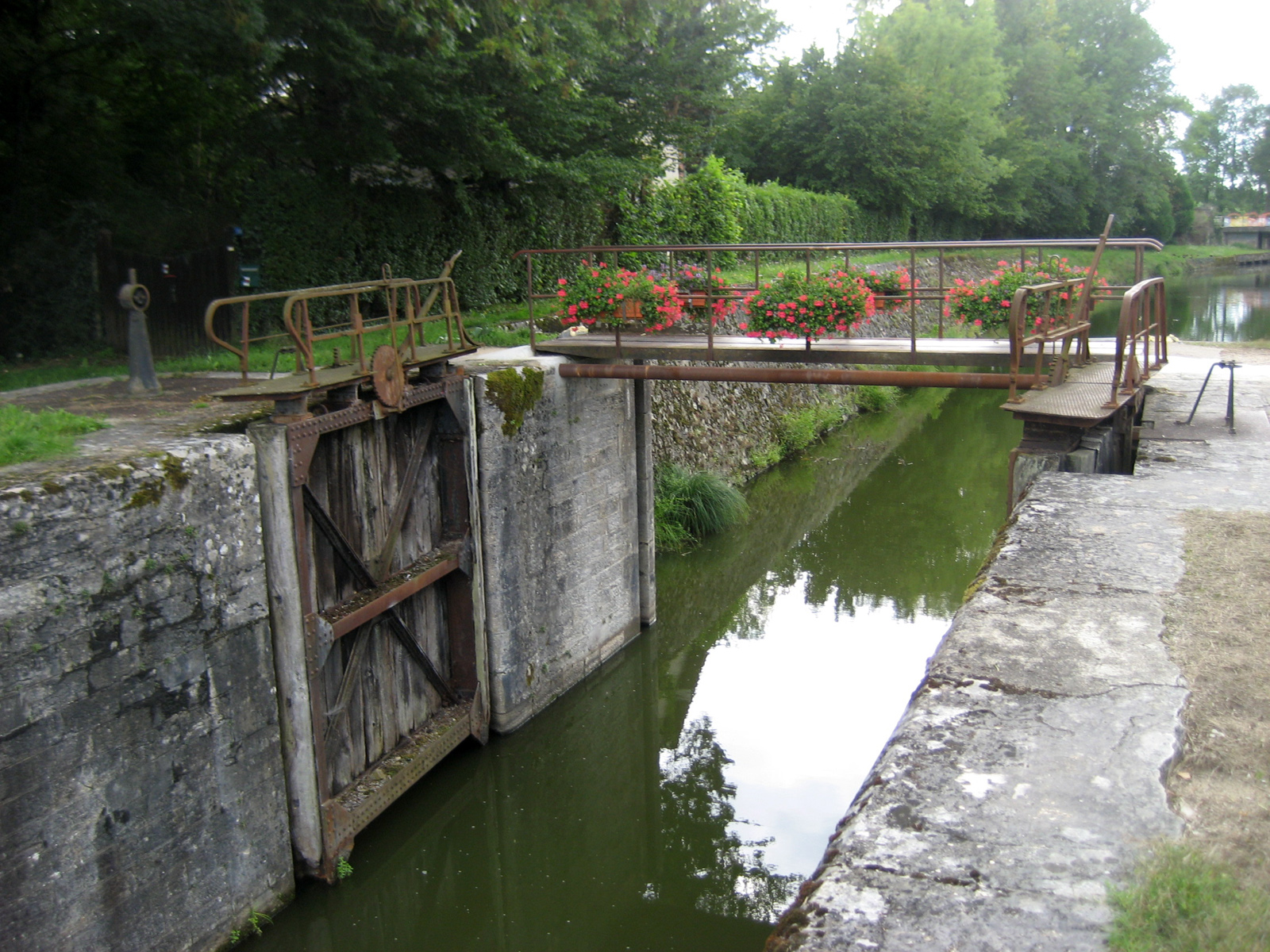
Schleuse am Canal d’Orléans

Die Gemeinde liegt im Zentrum des Waldgebietes Forêt d’Orléans sowie am Ufer des Canal d’Orléans, der in der benachbarten Gemeinde Combreux seine Scheitelhaltung erreicht.

## Bevölkerungsentwicklung
| Jahr      | 1962 | 1968 | 1975 | 1982 | 1990 | 1999 | 2007 | 2018 |
| Einwohner | 1176 | 1187 | 1357 | 1518 | 1622 | 1724 | 1827 | 2216 |

Quellen: Cassini und INSEE

## Persönlichkeiten
- Heinrich I. (1008–1060), 1031–1060 König von Frankreich
- Frédéric Vitoux (* 1944), Journalist und Schriftsteller ist hier geboren